# 8P/Tuttle
8P/Tuttle  (cunoscută și sub numele de cometa Tuttle) este o cometă periodică din sistemul solar cu o perioadă de aproximativ 13,6 ani și a fost descoperită de Horace Parnell Tuttle pe 5 ianuarie 1858.
Este cauza ploii de meteori urside ce apare spre sfârșitul lunii decembrie.
Se estimează că nucleul acestei comete are un diametru de aproximativ 4,5 km.